# New Orleans Museum of Art
Il New Orleans Museum of Art (o NOMA) è la più antica galleria d'arte della città di New Orleans.
È situato nel City Park, poco distante dall'intersezione tra la Carrollton Avenue e la Esplanade Avenue e vicino al capolinea della linea del tram “Canal Street – City Park”. Fu costruito nel 1911 inizialmente come Delgado Museum of Art.

## Museo
Il New Orleans Museum of Art
fu inizialmente finanziato con un contributo di beneficenza dal locale filantropo e collezionista d'arte Isaac Delgado. 
L'edificio del museo è stato in parte progettato dall'ex ingegnere capo della città di New Orleans Benjamin Morgan Harrod. 
All'età di 71 anni Isaac Delgado scrisse al Consiglio di City Park la sua intenzione di costruire una galleria d'arte a New Orleans. “Sono stato portato a credere che voi sareste disposti a donare nel parco un sito per una costruzione che io ho proposto di erigere con il nome di “Galleria d'arte Isaac Delgado”. Il mio desiderio è di conferire ai cittadini di New Orleans una costruzione a prova di fuoco, dove le opere d'arte possano essere collezionate mediante donazioni o prestiti, e dove le mostre potranno essere allestite di volta in volta dalla Art Association of New Orleans.” Il Consiglio approvò la sua richiesta e indicò lo spazio designato per il museo, alla fine del quale ci sarebbe stata Lelong Avenue. L'11 dicembre 1911 l'Isaac Delgado Museum of Art aprì le sue porte. Isaac Delgado non fu presente all'inaugurazione a causa di problemi medici; morì poco dopo, il 4 gennaio 1912. Questo lascito vive a City Park oggi, e così sarà anche nel futuro. 
Tra il 1970 e il 1971 la Edward Wisner Foundation finanziò la Wisner Education Wing, ovvero un incremento di tre piani all'ala sinistra del NOMA. Il 1993 vide l'avviarsi di progetto di rinnovamento ed espansione per il NOMA del valore di 23 milioni di dollari. Il progetto di
espansione e rinnovamento combinato ad un numero sempre maggiore di acquisti artistici, posizionò il NOMA entro il 25% delle gallerie d'arte più grandi e più importanti. Oggi il museo è rinomato tra i migliori istituti d'arte del paese, avendo presentato numerose mostre uniche e rare.
Il museo comprende il Sydney e Walda Besthoff Sculpture Garden, un'area panoramica di 20.000 m² dietro l'edificio principale.
Il giardino recintato dispone di una cinquantina di sculture moderne, immerse tra lecci, pini, magnolie, camelie, lagune, vari ponti con un percorso a piedi.
Il museo comprende anche un negozio di souvenir, un piccolo teatro per proiezioni di film, ed il Courtyard Cafe: A Ralph Brennan Restaurant.
Anche se il City Park ha subito ingenti danni a causa dell'Uragano Katrina, il museo è rialzato e si trova su un terreno relativamente elevato.
Pertanto, l'inondazione è stata limitata al seminterrato e la maggior parte della collezione permanente del museo non ha risentito dalla tempesta. Il museo è aperto tutti i giorni dalle 10:00 a.m. alle 5:00 p.m.

## Collezione

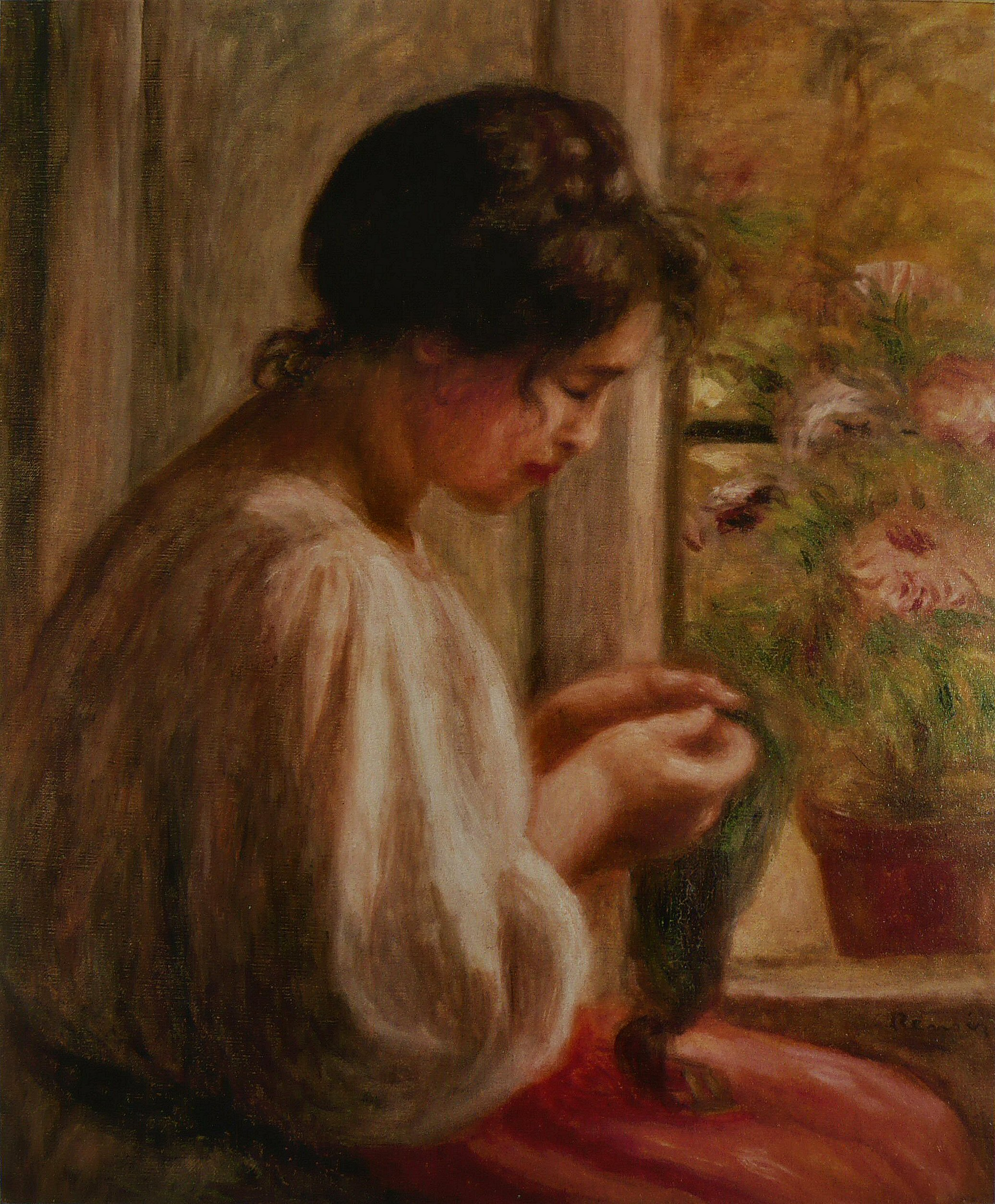
Pierre Auguste Renoir, Ravaudeuse à la fenêtre

La collezione permanente del museo ospita oltre 40.000 oggetti, dal medioevo all'era moderna.
La collezione di arredi del NOMA include importanti esempi dell'arredamento americano del diciottesimo e del diciannovesimo secolo, e piccole collezioni di
raffinati esemplari francesi del diciottesimo secolo. Tra i reperti più importanti troviamo le stanze di Rosemonde E. e Emile Kuntz, esempi del
patrimonio di arte raffinata e decorativa a New Orleans. Le stanze furono inizialmente concepite da Felix H. Kuntz [1890-1971], il decano dell'Americana.
Suo fratello Emile N. Kuntz fu incaricato di costruire e fornire le stanze come memoriale per i loro genitori. Le stanze furono completate dalla vedova di Emile Kuntz, Julia Hardin Kuntz, e dalle figlie, Rosemonde K. Capomazza di Campolattaro e Karolyn K. Westervelt. 
La galleria d'arte esibisce anche un'affascinante anche se piccola collezione di sedie americane. La sedia è uno degli arredamenti che più rapidamente riflettono i cambiamenti nel design e nella moda del tempo, e la collezione del NOMA vanta modelli dal Renaissance Revival a Napoleone XVI all'Art Noveau.
Il museo si distingue per la sua collezione d'arte europea e americana, che comprende opere di Cimabue (Ultima Cena), Degas, Monet, Renoir, Picasso, Matisse, Pissarro, Rodin, Gauguin, Braque, Dufy, Miró, Jackson Pollock, Mary Cassatt e Georgia O'Keeffe.
Il museo dispone di una panoramica completa di arte francese, incluse diverse importanti opere
dell'impressionista francese Edgar Degas, che tra il 1871 e il 1872 ha vissuto a New Orleans con la famiglia della madre.
La mostra permanente comprende una rassegna di artisti locali della Luisiana e altri artisti americani.
Il museo ospita anche collezioni di fotografia, vetro, ceramica, Uova Fabergé, ritratti in miniatura, arte dei nativi americani e arte centroamericana di epoca precolombiana e spagnola, ceramica cinese, pittura giapponese, scultura indiana e arte folcloristica proveniente da Africa, Indonesia e Sud Pacifico.
Il museo lavora in stretta collaborazione con altri
musei locali nell'organizzare mostre speciali, in particolare con il The Historic New Orleans Collection e il Louisiana State Museum. Interessanti
mostre in passato sono stati i tesori della tomba di Tutankhamon, la reliquia
di Alessandro Magno, artefatti dalla Louisiana Purchase e una retrospettiva di
Edgar Degas.
Il museo offre visite guidate di gruppo, workshops, guide online e visite alle scuole locali mediante il museum-on-wheels meglio conosciuto come “Van Go”. Il museo ospita anche festivals, proiezioni cinematografiche, programmi musicali, lezioni e attività per il benessere.